# Globocreagris nigrescens
Espèce
Synonymes
- Microcreagris nigrescens Chamberlin, 1952

Globocreagris nigrescens est une espèce de pseudoscorpions de la famille des Neobisiidae.

## Distribution
Cette espèce est endémique de Californie aux États-Unis. Elle se rencontre dans le comté de Monterey.

## Description
Le mâle holotype mesure 3,69 mm.

## Systématique et taxinomie
Cette espèce a été décrite sous le protonyme Microcreagris nigrescens par Chamberlin en 1952. Elle est placée dans le genre Globocreagris par Ćurčić en 1984.

## Publication originale
- Chamberlin, 1952 : New and little-known false scorpions (Arachnida, Chelonethida) from Monterey County, California. Bulletin of the American Museum of Natural History, no 99, p. 259-312 (texte intégral).